# 花咲く旅路
「花咲く旅路」（はなさくたびじ）は、原由子の楽曲。 1991年6月1日に発売された自身の3枚目のオリジナル・アルバム『MOTHER』のDisc 1の10曲目に収録されている。作詞・作曲は桑田佳祐、編曲は小林武史・桑田佳祐が担当。
2016年12月12日からは主要配信サイトにてダウンロード配信、2019年12月20日からはストリーミング配信が開始されている。

## 背景
自身の3枚目のオリジナル・アルバム『MOTHER』に収録され、複数のCMタイアップの効果もあり、シングルカットされていないが知名度が高い楽曲。アルバムリリース直後には本楽曲のタイトルを冠したソロツアーを大阪、名古屋、東京で開催した。『第42回NHK紅白歌合戦』には原がソロとして出場し、本楽曲を歌唱している。
多くのアーティストにカヴァーされているほか、作者である桑田佳祐も自身のラジオ番組『桑田佳祐のやさしい夜遊び』（TOKYO FM）でセルフカバーしたことがある。
1992年にサザンオールスターズとして北京で開催したコンサートの記念の中国内発売オンリーのカセット『南天群星Southen All Stars』（SVCT-1）のB-5には、「花开的旅途」というタイトルで同曲の中国語ヴァージョンが収録されている。

## メディアでの使用
CMソングとして下記の各CMに使用された。
- JR東海「日本を休もう」（1990年 - 1991年）
- 日本コカ・コーラ「まろ茶」（2002年）
- ソフトバンクモバイル「フォトビジョン」（2009年。白戸家「龍馬かぶれ」篇）
- サントリー緑茶「伊右衛門」（2025年。「心に、京都を。一足お先に。」篇、「心に、京都を。春。」篇[10]）

## 参加ミュージシャン
- 花咲く旅路[1]
  - 原由子:Vocal[1]
  - 佐橋佳幸:Acoustic Guitar , Mandlin[1]
  - 小林武史:Keyboards[1]
  - 角谷仁宣:Computer Programming[1]
  - 今野多久郎:Percussions[1]

## 収録アルバム
- MOTHER
- Loving You
- 東京タムレ[注 3]
- ハラッド

## カバー
花咲く旅路（日本語）
- 2001年：Keyco - コンセプトアルバム『SUMMERHOLIC』収録。
- 2006年：村上ゆき - カバーアルバム『夢で逢いましょう』収録。
- 2007年：夏川りみ - カバーアルバム『歌さがし〜リクエストカバーアルバム〜』収録。
- 2020年：原田知世 - カバーアルバム『恋愛小説3〜You & Me』収録。

花咲く旅路（外国語）
- 1991年：陳慧嫻 - 「飄雪」という曲名でアルバム『あなたのそばにいつも』収録。
- 1994年：高勝美 - 「蝶兒蝶兒滿天飛」という曲名で同名のアルバムに収録。
- 2015年：ダニー・サマー -「飄雪」という曲名でアルバム『諳5』収録。

花咲く旅路（インストゥルメンタル）
- 2004年：伍芳 - アルバム『万華鏡』収録。